# Footvolley
Il footvolley è uno sport da spiaggia.

## Storia
Questo gioco fu ideato a Copacabana a Rio de Janeiro, in Brasile, all’inizio degli anni sessanta: alcuni spiaggianti, utilizzando un’improvvisata struttura sul pavimento adiacente alla spiaggia, costituita da due pali e una corda, cominciarono a calciare la palla con i piedi, introducendo le regole prese dal beach volley. Oggi, dopo oltre 60 anni, il footvolley in Brasile è il primo sport da spiaggia, giocato da migliaia di persone e, per la sua peculiarità, da famosi calciatori brasiliani come Aldair, Amantino Mancini, Ronaldo, Ronaldinho, Hugo Almeida. Gli appassionati sono talmente tanti che si è arrivati all’esigenza di costruire stadi da spiaggia permanenti, dove quotidianamente si svolgono tornei dall’alba al tramonto.
Da pochi anni, anche in Europa si stanno disputando veri e propri tornei a Nazioni, e grazie all'EFVL (European Footvolley League) un Tour per tutta l'Europa decretando così i campioni continentali.
Per l’Italia è uno sport relativamente nuovo che si sta affermando grazie soprattutto all'intuizione del famoso Christian Vieri, che con la "Bobo Summer Cup" da oltre tre stagioni gira in lungo e largo su tutte le spiagge italiane.
Si vedono inoltre movimenti guidati da associazioni sportive dilettantistiche come Play Footvolley, Footvolley Lazio, Roma Footvolley, Rimini Footvolley, Footvolley Ravenna, Milano Footvolley, Avellino Footvolley e tante altre, le quali organizzano tornei e vere e proprie Academy di questa disciplina.
Il footvolley si sta diffondendo anche in altre modalità, come la più gettonata sul tavolino denominata Footable.

## Regolamento
Le regole sono prese dal beach volley, ma a grande differenza del volley su spiaggia, la palla può esser colpita con tutte le parti del corpo tranne mani e braccia. A livello agonistico, le competizioni si disputano principalmente in doppio, ossia due contro due, ma si può giocare anche tre contro tre e quattro contro quattro, e nel caso di Mini Footvolley anche Footvolley-one ossia uno contro uno, dove in questo caso i tre tocchi sono eseguiti tutti e tre dallo stesso giocatore.  Le partite possono essere composte da 1 o 3 set al meglio dei 15 punti o 18.